# Sacha Polak
Sacha Polak (1982) es una directora de cine y documentales de los Países Bajos. 

## Trayectoria
Polak se graduó de la Academia de Cine de los Países Bajos en 2006 . Comenzó su carrera como directora haciendo varios cortometrajes. En 2007 formó parte de la serie Kort! con la película de diez minutos El Mourabbi. Onder de Tafel (2008) con Hans Dagelet y Jochum ten Haaf, trata sobre un padre con síndrome de Korsakov. Su cortometraje Brother fue seleccionado en 2011 para el Festival Internacional de Cine de Berlín.
En 2012 lanzó su primer largometraje, Hemel . La película trata sobre una joven errática y sexualmente experimentada (interpretada por Hannah Hoekstra ) y su padre.  También Heaven se proyectó en el Festival de Cine de Berlín y ganó el premio FIPRESCI de los críticos internacionales de cine.  En el segundo largometraje de Polak, Zúrich (2015), Wende Snijders interpreta a una mujer salvaje que busca algo a lo que aferrarse después de la muerte de su pareja. Zurich ganó el premio CICAE en Berlín, otorgado por el jurado de la Confederación Internacional de Cines Arthouse.
En 2013, Polak dirigió el documental New Tits , sobre su decisión de amputar sus senos preventivamente. 
Dirty God (2019) es su primer largometraje en inglés. La película trata sobre una mujer joven (interpretada por Vicky Knight ) cuya cara ha sido severamente mutilada después de un ataque con ácido. Dirty God fue la película de apertura del Festival Internacional de Cine de Róterdam en 2019 y fue la primera película holandesa en ser seleccionada para la competición principal del Festival de Cine de Sundance.  En el Festival de Cine de Holanda de 2019, la película ganó tres becerros de oro . Además de Sacha Polak por la Mejor Dirección, Marleen Slot ganó el premio a la Mejor Película y Rutger Reinders por la Mejor Música
Ese mismo año, Polak anunció que haría su debut en inglés con Vita & Virginia sobre la historia de amor entre Virginia Woolf y Vita Sackville-West, protagonizada por Romola Garai como Sackville-West Más tarde abandonó la película y fue reemplazada. por Chanya Button . 
El siguiente largometraje de Polak fue la película Dirty God que narra la historia de una mujer que sufrió quemaduras faciales después de ser atacada con ácido por su expareja. La película, rodada en Londres con la actriz Vicky Knight (que ella misma sufrió quemaduras en su cuerpo por un incendio) ganó el premio Becerro de Oro a la mejor dirección en el Festival de Cine de los Países Bajos de 2019.

## Vida personal
Sacha Polak es hija del periodista y creador de programas Hans Polak. Su madre murió de cáncer de mama cuando tenía 11 meses. En New Tits trabajó con su madrastra, la cineasta Meral Uslu.

## Filmografía
- 2007 El Mourabbi (cortometraje de televisión)
- 2008 Onder de tafel (cortometraje)
- 2011 Broer (cortometraje)
- 2012 Hemel (largometraje)
- 2013 Nieuwe Tieten  (documental)
- 2015 Zurich (largometraje)
- 2019 Dirty God , (largometraje)
- 2023 Silver Haze (largometraje)